# Réformes clisthéniennes
Pour les articles homonymes, voir Réforme.
Les réformes clisthéniennes sont des réformes politiques introduites par Clisthène dans la Grèce antique en 508-507 av. J.-C..
Au VIe siècle av. J.-C., l'aristocrate athénien Clisthène entreprit d’importantes réformes politiques en Attique. Elles avaient pour but de transformer le système politique afin d’empêcher le retour de la tyrannie. Toutefois, ces réformes n’aboutirent pas immédiatement à la démocratie. En effet, les réformes de Clisthène permirent l’implantation de l’isonomie, c’est-à-dire l’égalité de tous devant la loi, ce qui fut le premier pas vers la démocratie. Les réformes portaient essentiellement sur une nouvelle division de l’Attique en de nouvelles tribus ainsi que l’implantation de nouvelles mesures toujours dans le but d’empêcher le retour de la tyrannie. De nouvelles fonctions, notamment celle de stratège, entrèrent en vigueur et marquèrent profondément les institutions politiques de la Grèce. Cette révision du système politique toucha l’Attique entière et transforma le mode de participation aux affaires publiques.

## Contexte historique
Les réformes de Clisthène furent appliquées après l’échec de la tyrannie à Athènes. La tyrannie, à l’opposition de la législation, était fondée sur une seule personne qui s’appuyait sur la force pour demeurer au pouvoir. Pour les Grecs, la tyrannie, terme emprunté aux barbares lydiens, était une forme de monarchie. Le terme « monarchie » doit être saisi au sens de gouvernement d’un seul. Traditionnellement, la royauté grecque était aristocratique et le lien entre le roi et le peuple prenait la forme d’un contrat. Pour sa part, la tyrannie était arbitraire et avait un caractère absolutiste. Généralement, le tyran renversait le gouvernement oligarchique en place. Dans certains moments, dans diverses cités grecques, il a directement remplacé le roi. À Athènes, la tyrannie fut considérée comme une solution de rechange à la crise engendrée par les législateurs en place. Partout en Grèce, les auteurs anciens ont réalisé que les familles de tyrans ne restaient jamais plusieurs générations au pouvoir. Ils en sont venus à la conclusion que l’échec principal de la tyrannie était son incapacité à demeurer au pouvoir et à ainsi créer des dynasties. 
Le régime des tyrans était en opposition avec l’aristocratie.  Toutefois, il faut nuancer cette affirmation.  Lors de leurs coups d’État, les tyrans s’appuyaient souvent sur une famille d’aristocrates. Malgré ces rares moments d’alliance entre les tyrans et les aristocrates, la politique tyrannique demeurait hostile aux plus riches. Le moyen le plus souvent utilisé contre les aristocrates était la proscription. Cependant, le bannissement d’une personne n’entraînait pas le bannissement de sa famille.  Ainsi, même si l’Alcméonide Mégaclès fut contraint à s’exiler, Clisthène, un membre du même clan, fut archonte quelques années plus tard.  
La politique des tyrans portait surtout sur les grands travaux. Ces travaux ont été interprétés comme un moyen pour détourner l’attention des citoyens de la vie politique. Plusieurs d’entre eux entreprirent une vague de travaux, surtout pour contrer les effets de la crise agraire et fournir une activité aux gens qui n’avaient plus de terre. 
Le premier tyran d’Athènes fut Pisistrate, arrivé au pouvoir en -552 grâce à sa ruse. Avant son arrivée au pouvoir, le système politique d’Athènes était divisé en trois « partis » ; les Pédiens qui formaient l’oligarchie, les Paraliens qui représentaient les nouveaux riches et finalement les Diacriens qui représentaient la paysannerie pauvre. Même s’il était un aristocrate, Pisistrate devint le chef des Diacriens. Après quelques déboires, il dut s’exiler en Thrace où, grâce aux mines, il s’enrichit. Avec sa fortune, il engagea des mercenaires et prit possession d’Athènes. Il entreprit, comme la plupart des autres tyrans de son époque, de grands travaux publics. Toutefois, la politique de Pisistrate n’offrit rien de nouveau. Il se contenta de stabiliser la situation des paysans dans les campagnes et il fit des avances sur les semences pour résoudre le problème de manque de nourriture. De plus, sous la tyrannie de Pisistrate, Athènes connut une phase d’expansion plus près de la colonisation que de la simple expansion territoriale. Le tyran encouragea les entreprises personnelles pour fonder de nouvelles cités. De plus, il encouragea la religion grâce à une politique religieuse très active. Les cultes de Thésée et surtout celui d’Athéna connurent une recrudescence au cours de cette période.
En 510 av. J.-C., Hippias, un des fils de Pisistrate, fut chassé du pouvoir par une coalition formée d’aristocrates. Parmi eux se trouvait Clisthène, un membre de la famille des Alcméonides. Après un intermède où un retour à l’oligarchie fut envisagé, deux groupes se livrèrent une lutte pour le pouvoir. D’un côté se trouvait Isagoras, un aristocrate réactionnaire soutenu par Sparte, et de l’autre côté, Clisthène qui était plutôt progressiste. Avec cette lutte de factions, la souveraineté populaire commença à progresser. En effet, sous la tyrannie, le peuple ne pouvait pas s’exprimer puisque l’égalité et la participation étaient inimaginables. Depuis le départ des tyrans, la population commença à se faire entendre davantage. Grâce à un soulèvement populaire, qualifié par Josiah Ober de « Révolution athénienne », Clisthène, alors exilé, fut rappelé par le peuple à Athènes et put instaurer ses réformes.

## Caractéristiques des réformes

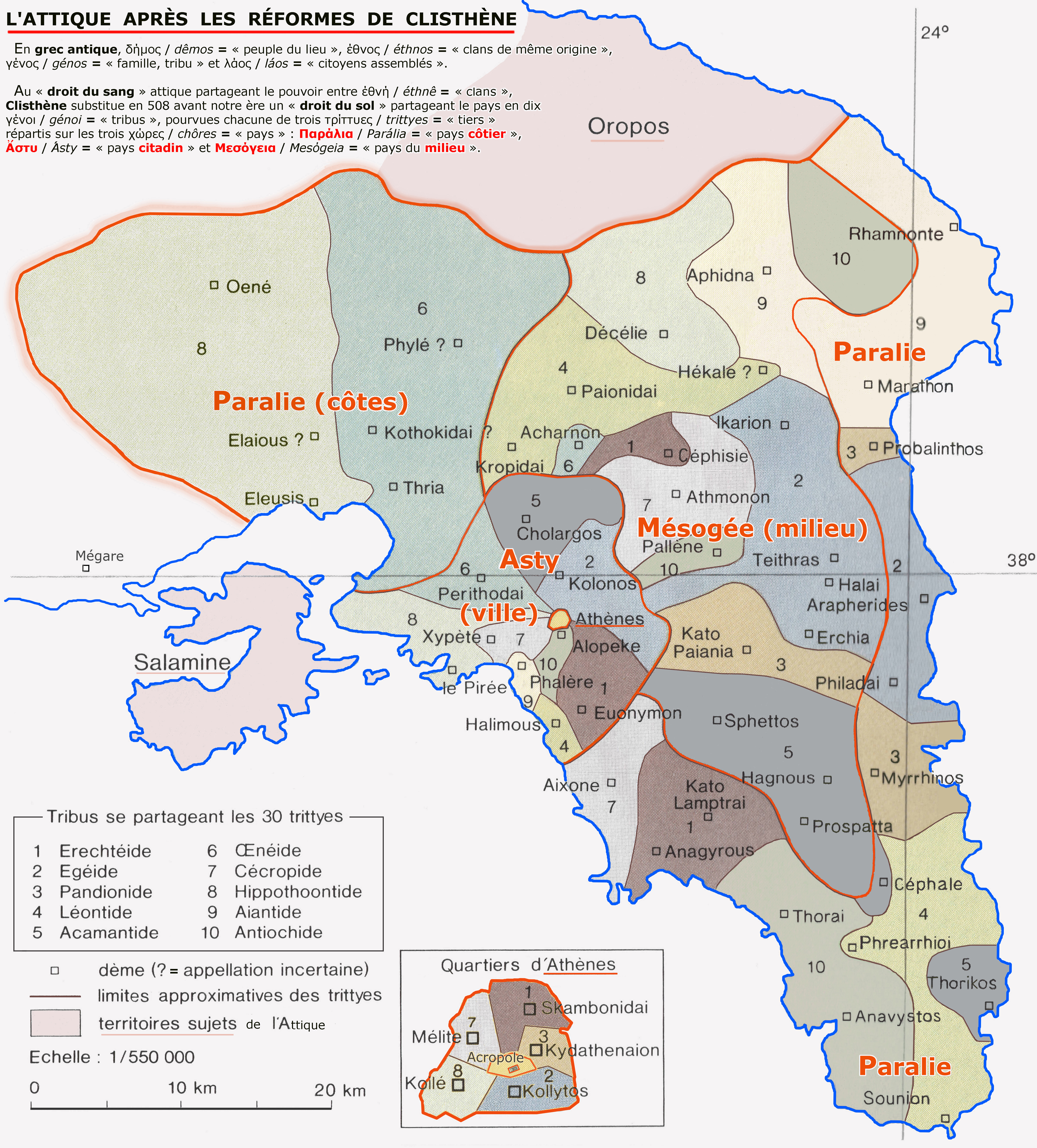
Organisation de l'Attique avec les dix "tribus", les trois "pays", les trente "trittyes" et les dèmes.

C'est en 508 av. J.-C. que Clisthène met en place ses réformes dont le principe structurant fut d’instaurer une plus grande isonomie entre les citoyens c’est-à-dire de créer un régime plus égalitaire. 
Pour y parvenir il s'attaqua à deux anciennes institutions. Il dut ainsi restreindre le pouvoir des aristocrates, notamment à l’Aréopage. Cette institution servait de tribunal et ses membres étaient tous d’anciens archontes. C’était donc un lieu hautement aristocratique. Solon, un législateur du VIe siècle, avait tenté de restreindre le pouvoir de l’Aréopage en instaurant le conseil des quatre cents, mais en aucun moment ce groupe ne fut capable de contrebalancer les pouvoirs de l’Aréopage. Clisthène élimina aussi les derniers vestiges de l'organisation politique fondée sur les groupes familiaux, et en particulier sur les quatre tribus ioniennes. Le principal problème de cette division est qu’elle renforçait le pouvoir politique des citoyens de la ville et des factions régionales dominées par des aristocrates qui contrôlaient le reste du territoire. 
Clisthène remplaça les quatre tribus par un nouveau système fondé sur la répartition géographique. Les anciennes structures (tribu, dème, phratrie, etc.) sont conservées mais redéfinies et réformées. 
Clisthène divisa l’Attique en plus d’une centaine de dèmes, environ cent trente-neuf, de population inégale. Un dème pouvait représenter un quartier, une ville ou un village. Ces petits territoires devinrent l’unité de base des réformes. Les citoyens mâles de plus de 18 ans devaient s’y faire accepter lors d’un vote par les concitoyens du dème, les démotes. Au temps d’Aristote, les hommes étaient inscrits sur un registre et devaient faire un service militaire de deux ans. Ainsi, chaque citoyen avait un état civique identique et était nommé par le nom de son dème et celui de son père. Cela représente le début de l’égalité entre les citoyens. Tous les citoyens étaient inscrits dans un dème, et un grand nombre de métèques et d'affranchis accédèrent à la citoyenneté. Par la suite, l’assemblée des démotes nommait les magistrats (démarques) qui administraient le dème. 
Clisthène regroupa ensuite tous les dèmes dans 10 nouvelles tribus, de telle sorte qu'aucune tribu n'eût un territoire d'un seul tenant ou ne représentât une force locale : 
- l'Attique fut divisé en trois régions, l’astu (zone urbaine), la mésogée (zone rurale, intérieure) et la paralie (zone côtière) ;
- chaque dème faisait partie de l'une des 30 trittyes, 10 par région ;
- chaque tribu fut constituée par la réunion de trois trittyes. Chaque tribu portait le nom d’un héros local : Erechtheis, Aigeis, Pandionis, Léontis, Akamantis, Oineis, Kékropis, Hippothôntis, Aiantis, Antiochis[2].

Grâce à cette répartition, des groupes de gens venus des différentes parties de l'Attique, donc d'origine et de culture différentes furent obligés d'agir en commun. Malgré la division géographique, chaque tribu avait un rôle spécifique. Elle était le lieu de recrutement de la majorité des magistrats d’Athènes, des juges, de l’armée, etc.
La naissance de ce véritable corps civique repoussa les limites imposées par la somme des intérêts locaux et familiaux des cités, et forma alors une communauté politique contrastant avec les réalités de la communauté archaïque, désormais dépassée. 
Les phratries originelles survécurent dans l'organisation politique comme une sorte de communauté religieuse responsable de certains cultes. Clisthène les obligea vraisemblablement à admettre les habitants qu'il avait affranchis afin que nul citoyen ne fût exclu.

## Réorganisation des institutions

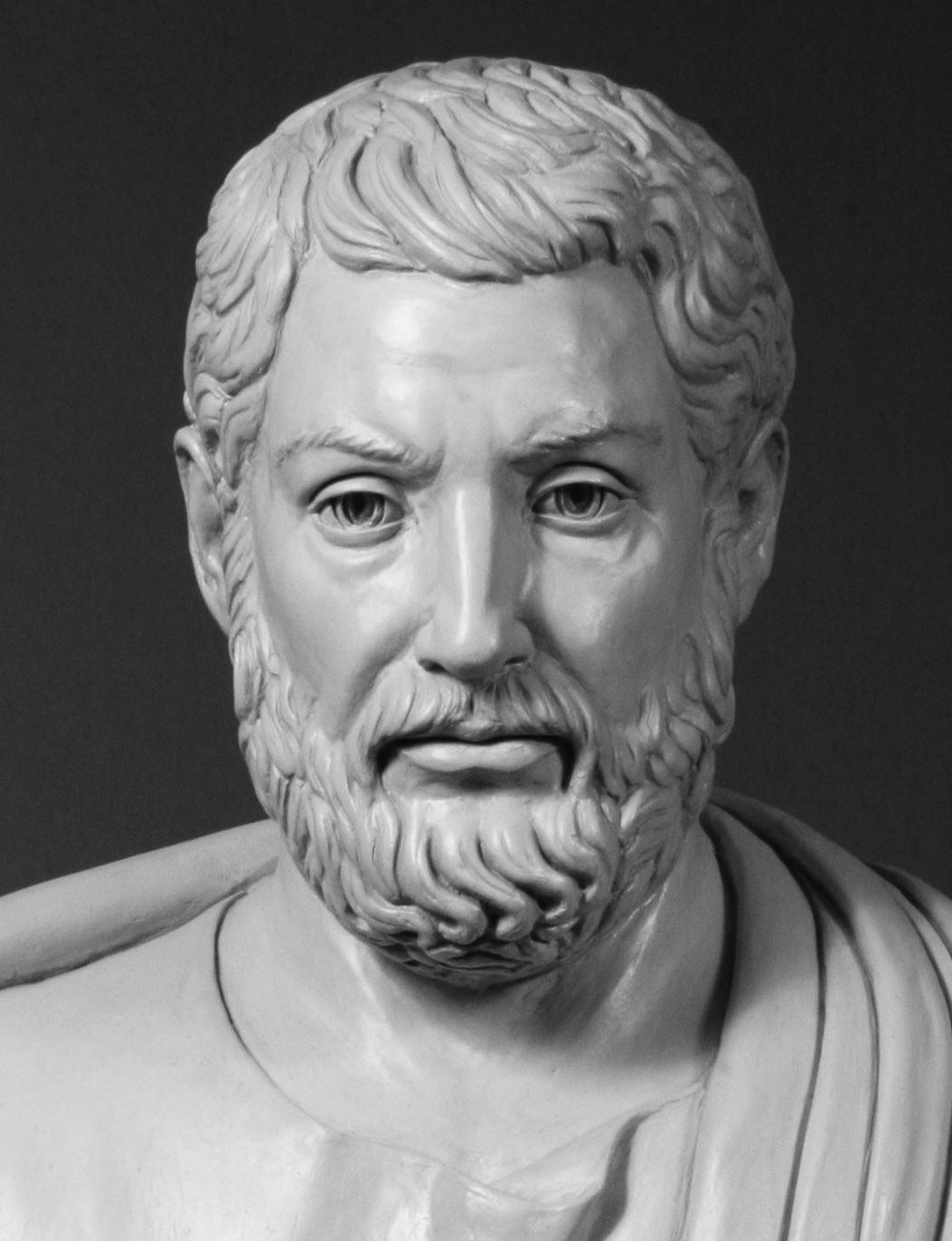
Buste de Clisthène, créé en 2004 pour la Chambre et le Sénat de l'Ohio (États-Unis) par la sculptrice Anna Christoforidis, dans le cadre d'un programme de sculpture autour des figures importantes du développement de la démocratie

Dans le cadre des réformes de Clisthène, l'émergence de la science, des mathématiques et de la philosophie favorisa l'organisation très géométrique de la cité et de sa géographie immédiate. Avec la logique pour organiser le monde, expliquer sa création puis son fonctionnement, le courant intellectuel provenant de la Grèce ionienne assurait l'harmonie territoriale dans une Grèce nouvelle, s'affranchissant irrémédiablement de l'archaïsme.
La réforme de Clisthène s'accompagna d'une modification profonde des institutions déjà existantes.
À la structure sociale hiérarchisée, :
Dème ⊂ Trittye ⊂ Tribu ⊂ Cité,
Clisthène fait correspondre une structure hiérarchisée du pouvoir :
Prytanes ⊂ Boulè ⊂ Ecclésia ;
Juges ⊂ Héliée ⊂ Ecclésia.
Sa réforme ne retint pas le vote comme mode d'élection, lui préférant une alternance régulière (pour l'élection des prytanes) et le hasard (pour l'élection des bouleutes, des héliastes ou des juges) ce qui fait de la démocratie athénienne une stochocratie.[réf. souhaitée]
Il fut néanmoins conservateur sur un point : il semble qu'il ait conservé les limites fixées par Solon pour l'éligibilité aux magistratures supérieures : il faut attendre -487 pour que les archontes soient tirés au sort (mais ils perdent alors l'essentiel de leurs pouvoirs, au profit des stratèges qui restent, eux, élus par tribu).

### La Boulè
Afin de sortir de la crise sans avoir recours à la tyrannie, la population avait besoin de prendre conscience de son pouvoir et des droits qu’elle possédait. Pour ce faire, Clisthène créa le conseil des cinq cents aussi appelé la Boulè. Ce nouveau conseil remplaça le conseil des quatre cents de Solon qui n’arrivait pas à affirmer ses droits. La décision de créer un tel conseil est prise en 508/507 av. J.-C. mais ne fut pas appliquée immédiatement. Pour devenir membre de la Boulè, les aspirants devaient avoir au moins trente ans et pouvaient venir de la campagne, de la ville ou de la côte. Puisque le nombre de membres était très élevé, les bouleutes ne siégeaient jamais tous en même temps. Il n’y avait donc jamais de conseil plénier.   Le conseil était constitué de cinquante membres tirés au sort dans les dèmes de chaque tribu. Ainsi, puisqu’il y avait dix tribus, l’année politique fut divisée en dix périodes. Ces périodes étaient nommées des prytanies et duraient de trente-six à trente-sept jours. Chacune des 10 tribus créées par Clisthène  désigne 50 bouleutes (par tirage au sort) qui, pendant la prytanie, assurent la permanence du pouvoir. Chaque année, l’ordre des prytanies était tiré au sort. Pendant cette période, les prytanes avaient de nombreuses fonctions. Ils devaient préparer les réunions des bouleutes, préparer les réunions de l’assemblée c’est-à-dire préparer les projets soumis l’assemblée populaire (ecclésia), faire la gestion des affaires courantes ainsi qu’aider et surveiller les magistrats. Ils étaient le relais entre les communautés et le pouvoir. En somme, ils avaient le rôle d’administration centrale. 
Clisthène soumit la boulè et l'Aréopage à l'autorité de l'Ecclésia ou assemblée.

### L'Ecclésia
Peu de sources concernent l'Ecclésia clisthénienne, mais il semblerait que Clisthène, par sa réforme, ait donné à l'assemblée la pleine autorité pour les délits pouvant entraîner la peine capitale et les amendes de plus de 500 Drachmes. Par exemple, c'est l'Ecclésia qui jugea Miltiade après sa défaite à Paros en 489 av. J.-C., ainsi que Thémistocle lorsqu'il fut inculpé de trahison.
L’Ecclésia existait déjà sous Solon. Par contre, lors des réformes, Clisthène lui donna plus d’importance car elle partageait le pouvoir suprême avec la Boulè. Le rôle principal de l’Ecclésia était l’organisation de la cité. Elle votait les lois ainsi que les décrets et elle pouvait élire certains magistrats, stratèges et trésoriers. Ainsi, elle détenait les pouvoirs judiciaires, législatifs ainsi que financiers. C’est également lors des rencontres de l’Ecclésia que l’ostracisme était voté.
Clisthène instaura à l'assemblée une certaine régularité de ses réunions : une par prytanie au Ve siècle av. J.-C. Bien sûr, il fut toujours possible de convoquer l'assemblée lorsqu'une situation urgente se présentait.
L’Ecclésia était composée des hommes de plus de dix-huit ans. Lors d’une rencontre, tous les citoyens avaient le droit de prendre la parole et de proposer des amendements, par contre, c’est principalement les grands orateurs qui s’adressaient à l’assemblée. Pour permettre aux citoyens les plus pauvres de participer à l’assemblée, un système d’indemnisation fut mis en place.
Toutefois, l’Ecclésia demeurait toujours à Athènes et les citoyens demeurant dans les régions montagneuses pouvaient mettre jusqu’à huit heures pour se rendre à la cité. Ainsi, pour les personnes qui devaient travailler, aller à l’assemblée représentait une énorme perte de temps et d’argent. Donc, seuls les gens d’Athènes et des environs participaient. Par un simple calcul, il devient clair que le pouvoir politique était dans les mains d’une minorité. En effet, lors d’une assemblée, quatre mille personnes se présentaient. Toutefois, l’ensemble des citoyens était de quarante mille. Ainsi, seulement 10 % des citoyens participaient. Lors du vote, chaque citoyen représentait une voix. Le mode de scrutin se faisait généralement à main levée, quelquefois par acclamation et rarement par bulletin secret, sauf lors du vote pour l’ostracisme. 
L'assemblée pouvait également décider de la paix ou de la guerre, ce qui n'était pas totalement nouveau puisqu'elle avait hérité des pouvoirs de l'assemblée des hoplites de la cité aristocratique.

### L'éphébie
L'organisation de l'armée, l'éphébie dépendait des tribus, chacune fournissait un corps d'hoplites et un escadron de cavalerie.

### Les Stratèges
Les réformes de Clisthène furent élaborées en 508/507 av. J.-C., par contre d’autres mesures entrèrent en action quelques années plus tard et il n'est pas aisé de savoir si on peut les lui attribuer comme le fait Aristote. Entre autres, la fonction d’un stratège par tribu fut implantée. Le rôle premier des stratèges était de défendre la cité, ils avaient donc un immense pouvoir militaire. Élus au nombre de dix, soit un par tribu, ils étaient choisis par la population de leurs tribus respectives. Puisqu’ils étaient élus, ils pouvaient très bien faire une campagne électorale, ce qui démontrait leurs différents jeux d’influence. Aussi, cette magistrature n’était pas offerte à toute la population.  Pour être stratège, l’homme devait faire partie de la première classe censitaire, tandis que pour être archonte, les membres de la deuxième classe étaient aussi acceptés. Les quatre classes censitaires avaient été élaborées par Solon et Clisthène les conserva. Contrairement aux autres magistratures, les stratèges devaient rendre compte de leurs compétences lors d’un examen d’aptitude, la dokimasia. Ils devaient également expliquer leurs actes à l’Ecclésia. Évidemment, étant membres de la première classe censitaire, les stratèges venaient des classes les plus riches, mais ce n’est pas parce qu’ils étaient riches qu’ils pouvaient faire ce qu’ils voulaient. En cas d’erreurs de leur part, ils pouvaient se faire retirer leur fortune. Finalement, même si leur mandat était d’un an, ils pouvaient être réélus à vie ; ainsi, les riches avaient le contrôle quasi éternel de l’armée. Outre leur rôle militaire, les stratèges détenaient aussi un rôle dans la politique de l’Attique. Ils pouvaient convoquer l’assemblée populaire pour des séances extraordinaires et pouvaient aussi participer aux rencontres de la Boulè. Jusqu’à la guerre du Péloponnèse, les dix stratèges possèdent des pouvoirs semblables. Puis, le commandement de l’armée fut confié à une seule personne, principalement pour des raisons pratiques.

### L'ostracisme
Une autre réforme appliquée après 508/507 av. J.-C. a trait à l’ostracisme.  Aristote attribue cette mesure à Clisthène en 510 av. J.-C., mais la première occurrence de son utilisation ne date que 487/485 av. J.-C.. Le principe de l’ostracisme était très simple. Lors de la sixième prytanie, l’assemblée décidait si quelqu’un était menaçant, c’est-à-dire, si quelqu’un était considéré dangereux par l’opinion publique. Si l’assemblée estimait qu’un citoyen représentait un danger, lors de la septième prytanie, elle votait. Le vote se tenait sur l’agora, les membres de l’assemblée inscrivaient sur des tessons de poterie, ostrakon en grec, le nom de la personne qu’ils voulaient voir bannie de l’activité politique. Pour que le vote soit valable, un minimum de 6 000 votes était nécessaire. Si une personne est ostracisée, elle devait quitter la cité dans les dix jours suivant le vote, et ce, pour une période de dix ans. Toutefois, l’ostracisme n’entraînait pas de jugement ou de condamnation et la personne pouvait aussi être rappelée par les membres de l’assemblée. Aussi, la famille de l’exilé n’était pas touchée par l’ostracisme. Parmi les citoyens ayant été ostracisés, on compte Aristide, Thémistocle et Cimon.

### Les Archontes
En 487 av. J.-C., pour la première fois, les archontes furent tirés au sort parmi les citoyens de première classe, les pentacosiomédimnes. Le tirage avait été institué lors des réformes de Solon, mais depuis la tyrannie, les archontes étaient élus. Toutefois, en ce qui a trait aux fonctions des archontes, Clisthène les laissa intactes. Ainsi, le nombre d’archontes demeura à neuf soit un archonte éponyme, un archonte polémarque, un archonte-roi, six archontes thesmothètes ainsi qu’un secrétaire.

## Postérité
Il ne faut pas trop insister sur le caractère démocratique des réformes de Clisthène. Ce dernier n’a pas créé la démocratie athénienne, il a créé les conditions qui allaient permettre à la démocratie de naître. Ainsi le remodelage de l’espace civique, et le fait que désormais un Athénien ne se désigne plus par le nom de son père mais par son dème d’origine ancre l’isonomie. 
La réforme de Clisthène est toutefois une étape essentielle dans la création du système démocratique car elle assure l'égalité dans la participation à la vie politique.
Avec ses réformes, Clisthène transforma le mode de participation à la politique ainsi que l’accession aux charges. Bien qu’imparfaites, entre autres en ce qui a trait aux citoyens les plus pauvres qui ont eu plus de difficultés à participer, les réformes s’imposèrent pendant des années. Certaines réformes prirent plus d’importance que d’autres. Après quelque temps, les stratèges concentrèrent beaucoup de pouvoirs entre leurs mains. Le plus connu de tous est sans doute Périclès, qui fut stratège pendant quinze ans. Le but premier des réformes de Clisthène était d’empêcher qu’une personne puisse accaparer tous les pouvoirs. On peut donc, à long terme, percevoir certaines failles dans les réformes. Toutefois, lors de leurs implantations, les réformes apportèrent une paix relative à Athènes et à l’Attique. Mais de grands bouleversements allaient venir secouer la nouvelle structure : les guerres médiques.